# Peter Norvig

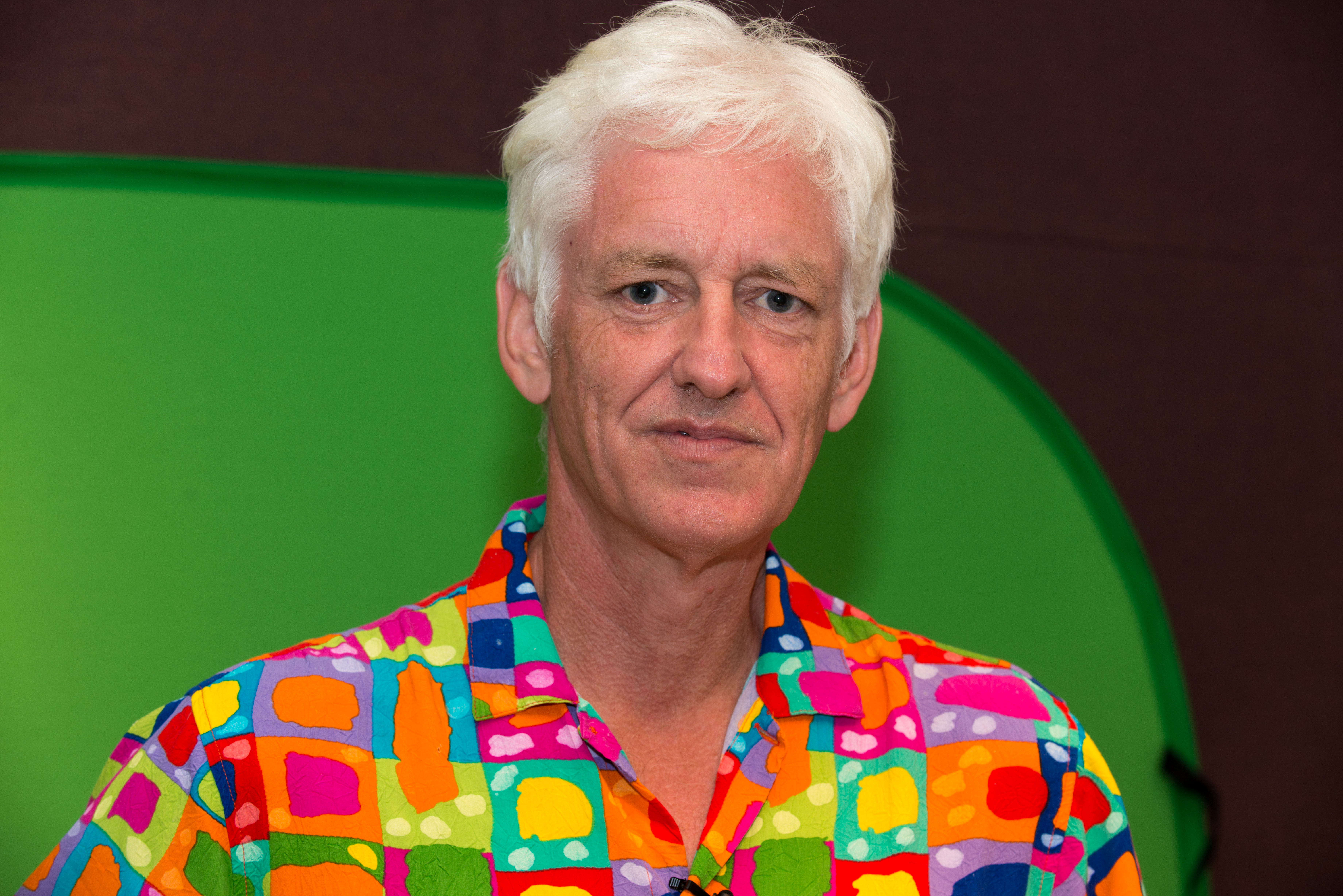
Peter Norvig

Peter Norvig (* 12. Mai 1956) ist ein US-amerikanischer Wissenschaftler im Bereich Künstliche Intelligenz, Autor und Programmierer. Derzeit arbeitet Norvig als Director of Research bei Google Inc.

## Biographie
1985 schloss Norvig ein Studium der Informatik an der Universität Berkeley mit dem Ph.D. ab. Danach arbeitete er bei diversen Startups und Sun Microsystems. Von 1998 bis 2001 war er der Leiter der Abteilung für Informatik des Ames Research Center der NASA. Seit 2001 arbeitet er für Google.
Seit 2006 ist er Fellow der Association for Computing Machinery. 2013 wurde er zum Mitglied der American Academy of Arts and Sciences gewählt.
Bekannt ist Norvig auch für die Powerpointfassung der Gettysburg Address, einer Satire von schlechten Präsentationen. Norvigs Erdős-Zahl ist zwei.

## Schriften
- Stuart Russell, Peter Norvig: Künstliche Intelligenz: Ein moderner Ansatz. 3. Auflage. Pearson, 2012, ISBN 978-3-86894-098-5 (englisch: Artificial Intelligence: A Modern Approach. 2011. nach Aussage von Norvig das führende Lehrbuch in dem Bereich[6]).
- Stephen J. Hegner, Paul Mc Kevitt, Peter Norvig, Robert Wilensky (Hrsg.): Intelligent Help Systems for UNIX. Kluwer Academic Publishers, 2000, ISBN 0-7923-6641-7.[7]
- Martin Kay, Jean Mark Gawron, Peter Norvig: Verbmobil: A Translation System for Face-to-Face Dialog. Center for the Study of Language and Inf, 1992, ISBN 978-0-937073-95-7.
- Peter Norvig: Paradigms of Artificial Intelligence Programming: Case Studies in Common Lisp. Morgan Kaufmann, 1992, ISBN 1-55860-191-0.